# Hayes (rivier)
De Hayes is een rivier in Canada met een lengte van 483 km die ontspringt in het Molsonmeer en uitmondt in de Hudsonbaai.
Het debiet bedraagt 590 m³/s. Het stroomgebied heeft een oppervlakte van 108.000 km². Een zijrivier is God's River.